# Lorenzo Libutti
Lorenzo Libutti (Melfi, 17 settembre 1997) è un calciatore italiano, difensore della Reggiana.

## Carriera
Prodotto del Melfi, debutta in Serie B il 20 ottobre 2020 nella partita persa dalla Reggiana per 2-1 contro l'Ascoli.

## Statistiche

### Presenze e reti nei club
Statistiche aggiornate al 15 maggio 2025.
| Stagione         | Squadra          | Campionato       | Campionato | Campionato | Coppe nazionali | Coppe nazionali | Coppe nazionali | Coppe continentali | Coppe continentali | Coppe continentali | Altre coppe | Altre coppe | Altre coppe | Totale | Totale |
| Stagione         | Squadra          | Comp             | Pres       | Reti       | Comp            | Pres            | Reti            | Comp               | Pres               | Reti               | Comp        | Pres        | Reti        | Pres   | Reti   |
| ---------------- | ---------------- | ---------------- | ---------- | ---------- | --------------- | --------------- | --------------- | ------------------ | ------------------ | ------------------ | ----------- | ----------- | ----------- | ------ | ------ |
| 2014-2015        | Melfi            | LP               | 3          | 0          | CI-LP           | 1               | 1               | -                  | -                  | -                  | -           | -           | -           | 4      | 1      |
| giu.-ago. 2015   | Melfi            | LP               | 0          | 0          | CI+CI-LP        | 1+0             | 0               | -                  | -                  | -                  | -           | -           | -           | 1      | 0      |
| ago. 2015-2016   | Grosseto         | D                | 34+1       | 0          | CI-D            | 0               | 0               | -                  | -                  | -                  | -           | -           | -           | 35     | 0      |
| 2016-2017        | Melfi            | LP               | 21         | 0          | CI-LP           | 2               | 0               | -                  | -                  | -                  | -           | -           | -           | 23     | 0      |
| Totale Melfi     | Totale Melfi     | Totale Melfi     | 24         | 0          |                 | 4               | 1               |                    | -                  | -                  |             | -           | -           | 28     | 1      |
| 2017-2018        | Triestina        | C                | 25         | 2          | CI-C            | 2               | 0               | -                  | -                  | -                  | -           | -           | -           | 27     | 2      |
| 2018-2019        | Triestina        | C                | 23         | 0          | CI+CI-C         | 1+1             | 0               | -                  | -                  | -                  | -           | -           | -           | 25     | 0      |
| Totale Triestina | Totale Triestina | Totale Triestina | 48         | 2          |                 | 4               | 0               |                    | -                  | -                  |             | -           | -           | 52     | 2      |
| 2019-2020        | Reggiana         | C                | 25+3       | 0          | CI-C            | 2               | 0               | -                  | -                  | -                  | -           | -           | -           | 30     | 0      |
| 2020-2021        | Reggiana         | B                | 29         | 1          | CI              | 1               | 0               | -                  | -                  | -                  | -           | -           | -           | 30     | 1      |
| 2021-2022        | Reggiana         | C                | 20+1       | 1          | CI-C            | 1               | 0               | -                  | -                  | -                  |             | -           | -           | 22     | 1      |
| 2022-2023        | Reggiana         | C                | 17         | 0          | CI+CI-C         | 1+1             | 0               | -                  | -                  | -                  | SC-C        | 0           | 0           | 19     | 0      |
| 2023-2024        | Reggiana         | B                | 19         | 0          | CI              | 2               | 0               | -                  | -                  | -                  | -           | -           | -           | 21     | 1      |
| 2024-2025        | Reggiana         | B                | 30         | 0          | CI              | 1               | 0               | -                  | -                  | -                  | -           | -           | -           | 31     | 0      |
| Totale Reggiana  | Totale Reggiana  | Totale Reggiana  | 140+4      | 2          |                 | 9               | 0               |                    | -                  | -                  |             | 0           | 0           | 153    | 2      |
| Totale carriera  | Totale carriera  | Totale carriera  | 251        | 4          |                 | 17              | 1               |                    | -                  | -                  |             | 0           | 0           | 268    | 5      |